# Friedrich Hambrock
Friedrich Hambrock (* 29. Dezember 1890 in Stöckendrebber; † 31. Juli 1985 in Dresden) war ein Pastor und Missionsvorsteher der Siebenten-Tags-Adventisten.
Hambrock wurde 1890 in Stöckendrebber nahe Hannover als Sohn des Landwirtes und Pferdezüchters Adolph Hambrock und dessen Frau Marie, geb. Voigt, geboren. Seine Mutter erzog ihn im adventistischen Glauben. 1906 wurde er in Bremen getauft (Glaubenstaufe). Von 1906 bis 1909 besuchte er das Missionsseminar in Friedensau (heute: Theologische Hochschule Friedensau) bei Magdeburg und war anschließend als „Buchevangelist“ mit dem Verkauf von Missionsschriften beschäftigt.
1910 wurde er Hilfsprediger; 1915 wurde er in Berlin von Ludwig Richard Conradi und Heinrich Franz Schuberth ordiniert. Er war fortan in Rostock, Schwerin (1910/11), Stralsund (1912/13), Berlin (1913–1920, mit Unterbrechungen), Dresden (1920–1926), Insterburg (1926–1929) und Königsberg (1929–1934) tätig.
Von 1934 bis 1954 war er Vereinigungsvorsteher in Chemnitz und Dresden. Von 1954 bis 1961 war er Vorsteher (Bischof) der Freikirche der Adventisten in der DDR.
Sein Sohn fiel im Zweiten Weltkrieg als Soldat. Friedrich Hambrock besuchte kurz vor seinem Tod gemeinsam mit seiner Tochter Waldtraudt noch einmal sein Heimatdorf und den Hof anlässlich der Tausendjahrfeier von Stöckendrebber. Auf dem Hambrock-Hof, heute im Besitz der Grumpelts (zunächst Schwiegersohn Werner Grumpelt und schließlich dessen Sohn Rainer Grumpelt), Omptedastr. 7, wird keine Landwirtschaft und keine Hannoveraner-Pferdezucht mehr betrieben. Auch die dort über 70 Jahre existierende Adventgemeinde, die durch den Besuch und die Bibelstunden eines Buchevangelisten aus Hannover entstand und durch viele Flüchtlinge aus Ostpreußen anwuchs, gibt es nicht mehr. Allerdings wurde dort ein Pfadfinderzentrum eingerichtet. Die Stallungen sind in Mietwohnungen umgewandelt worden. Auf dem Gartengelände sind neue Gebäude entstanden (Wohnhaus, Werkstätten (CPA) und Scheune, erbaut von Gerald Grumpelt). Auf dem Nachbarhof befindet sich unmittelbar angrenzend ein Storchennest, das regelmäßig bebrütet wird. Teile der Verwandtschaft leben noch immer in Stöckendrebber und gehören zu den Adventgemeinden Hannover-Fischerstraße, Fallingbostel und Nienburg/Weser. In der weiteren Verwandtschaft ist auch ein Pastor (Burkhard Mayer) zu finden, der Friedrich Hambrock mehrfach, damals mit seinen Eltern, in Dresden in der Klopstockstraße besucht hat. Er arbeitete in Lüneburg, Hannover-Fischerstraße, als Lehrer am Schulzentrum Marienhöhe und Bad Schwartau als Pastor und ab 2016/17 vollzeitlich im Reisedienst als Koordinator für evangelistische Veranstaltungen in Norddeutschland. Familiensitz ist nach wie vor in Stöckendrebber (Stöckendrebber Str. 37).